# Dôme C
Ne doit pas être confondu avec Base antarctique Concordia.

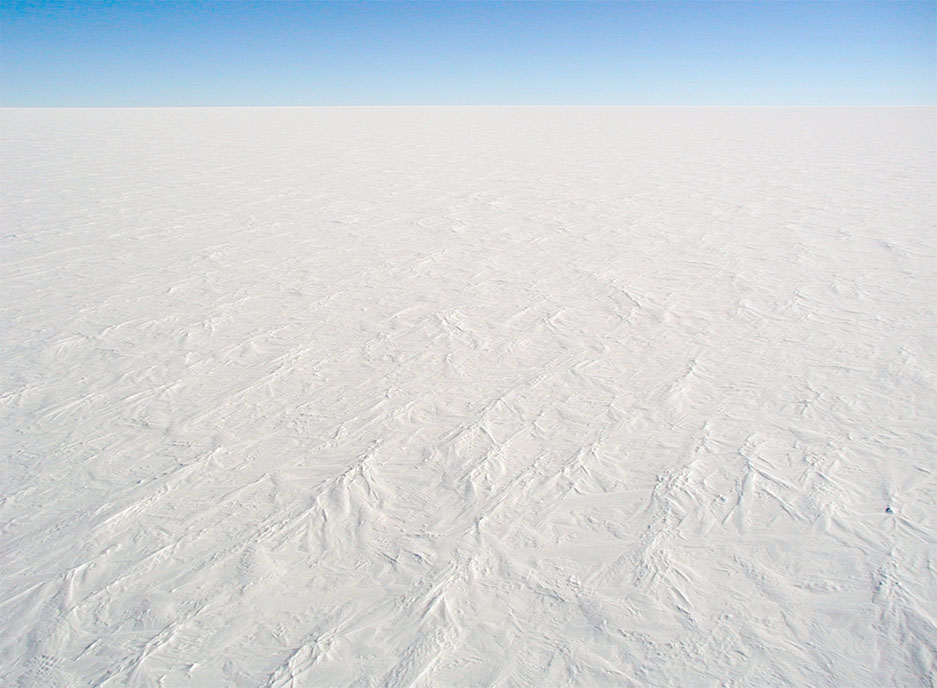
La surface du dôme C en janvier, près de la base Concordia.

Le dôme C, aussi connu sous le nom de dôme Charlie, est un des dômes de glace de l'inlandsis de l'Antarctique culminant à 3 233 mètres, de coordonnées 75° 06′ S, 123° 20′ E. Il se trouve dans le Territoire antarctique australien, à environ 1 100 kilomètres de la base française Dumont d'Urville et à 1 200 kilomètres de la base italienne Terra Nova Bay. Ce site accueille la base antarctique Concordia.

## Climat
Le dôme C a un climat de type EF (polaire d'inlandsis) avec comme record de chaleur −5,4 °C le 2 janvier 2001 et comme record de froid −81,9 °C le 5 septembre 2005, mesuré à la base Concordia. La température moyenne annuelle est de −51,7 °C.
| Mois                              | jan.  | fév.  | mars  | avril | mai   | juin  | jui.  | août  | sep.  | oct.  | nov.  | déc.  | année |
| --------------------------------- | ----- | ----- | ----- | ----- | ----- | ----- | ----- | ----- | ----- | ----- | ----- | ----- | ----- |
| Température minimale moyenne (°C) | −36,7 | −46,9 | −58,6 | −64,6 | −67,9 | −65   | −65,2 | −65   | −64,4 | −59   | −45,4 | −35,3 | −56,9 |
| Température moyenne (°C)          | −30,3 | −39,8 | −53,2 | −61,1 | −64,5 | −61,5 | −61,3 | −60,9 | −58,7 | −51,4 | −38,5 | −29,6 | −51,7 |
| Température maximale moyenne (°C) | −23,9 | −32,7 | −47,7 | −57,5 | −61   | −57,9 | −57,4 | −56,8 | −53,1 | −43,8 | −31,5 | −23,8 | −46,5 |
| Record de froid (°C)              | −46,7 | −59,9 | −72   | −75,9 | −79,6 | −77,3 | −79,8 | −79,8 | −81,9 | −74   | −61,9 | −45,9 | −79,8 |
| Record de chaleur (°C)            | −5,4  | −12,9 | −31   | −32,9 | −28,5 | −30,2 | −25,4 | −26,5 | −30,3 | −23,1 | −17   | −9,4  | −5,4  |

## Historique
Dans les années 1970, le site fut l'objet de nombreux prélèvements de carottes glaciaires par plusieurs géologues de diverses nationalités. Il fut appelé Dôme Charlie par les forces de secours de la marine des États-Unis en raison du code international utilisé pour la lettre C. En effet, en janvier et novembre 1975, l'escadre VXE-6, qui apportait le soutien logistique à l'équipe sur place, endommagea sévèrement trois Hercules LC-130 lors du décollage. L'U.S. Navy établit un camp en hiver 1975 et hiver 1976 (l'été en hémisphère Sud) pour retrouver les avions et pour les réparer. Les trois avions redécollèrent vers la base antarctique McMurdo le 26 décembre 1975, le 14 janvier 1976 et le 25 décembre 1976.
Le comité américain des noms de l'Antarctique (ACAN) considéra que le nom de dôme Charlie était trop littéraire par rapport à la dénomination dôme C, déjà surnommé dôme Circe par les membres de l'équipe radio de l'airborne en 1982.
En 1992, les Français décidèrent de chercher un emplacement dans le continent où créer une nouvelle station afin de compléter la base côtière Dumont D'Urville. Les Italiens se joignirent au projet quelques années plus tard. Une équipe atteignit le dôme C et commença à construire un camp en 1996. La station Concordia ne fut réellement opérationnelle qu'en 1997.
Le ralliement au dôme C s'effectue :
- soit par convois terrestres, au départ de Dumont d'Urville (une dizaine de jours pour 1 100 km) ;
- soit par transport aérien léger au départ de la base italienne Terra Nova Bay (4 heures d'avion pour 1 200 km).

## Activité
Le dôme C est un site favorable pour l'astronomie car il permet des images précises du ciel ; en effet, l'atmosphère antarctique est stable, sèche, très transparente, non-polluée par des particules ou par des sources lumineuses et permet d'observer le ciel même quand le soleil est à une élévation de 38°. De plus, le fond de ciel émet peu de rayonnement infrarouge et le site est dégagé la plupart de l'année. Autre détail d'importance, la nuit polaire dure environ six mois (de mars à septembre dans l'hémisphère sud) et promet une belle nuit noire sans interruption de plus de quatre mois au cœur de l'hiver, ce qui permet une observation continue. Un réseau de la Commission européenne Antarctic Research, a European Network for Astrophysics (ARENA) a pour objectif de décrire une feuille de route des développements astronomiques au Dôme C pour les dix prochaines années (2008-2017).
L'astronome Abdelkrim Agabi considère le seeing (la qualité optique) du site comme mauvais : il est de 1,3 seconde d'arc à plus ou moins 0,8 mais le qualifie de comparable aux autres endroits de l'Antarctique. L'essentiel des turbulences provient cependant d'une couche proche du sol ; au-delà d'une cinquantaine de mètres d'altitude, le seeing est au contraire excellent, ouvrant deux possibilités : la construction d'un télescope en hauteur, ou la correction par optique adaptative (Ground Layer Adaptive Optics).
Le site est également éloigné des perturbations côtières, favorable aux observatoires en magnétisme et sismologie. En outre, l'isolement et l'hostilité du climat sont un excellent terrain d'entraînement à la réalisation de programmes biomédicaux applicables à des vols spatiaux.

## Nature
Le site est désertique et ne présente aucune vie mise à part celle de la station. Les températures sont extrêmement basses (-25 °C en été, -50 °C en hiver) et il fait nuit pendant trois mois de l'année. Il n'y a aucune forme de vie animale et végétale au-delà de dix kilomètres dans les terres. Le seul animal que l'on peut croiser sont des grands labbes qui survolent la station. Il n'y a ni nourriture, ni eau liquide à 1 200 km à la ronde.

## Little Dome C
Little Dome C est le nom d'un dôme secondaire située à 40 km (ou 34 km selon les sources) de la base Concordia. Il a été choisi comme site de forage pour le projet européen Beyond EPICA, visant à atteindre un carottage remontant à 1,5 million d'années,.

## Sources
1. ↑  « Le climat à Dome C (en °C et mm, moyennes mensuelles 1971/2000 et records depuis 1990 », sur meteostats-bzh
2. ↑  « Antarctique : travailler pendant 2 mois à -40°C pour achever le camp du Little Dome C », sur Institut des Géosciences de l’Environnement - UMR 5001 (consulté le 3 mars 2025)
3. ↑  Loïc Chauveau, « On va savoir comment était le climat il y a 1,2 million d'années », sur Sciences et Avenir, 13 janvier 2025 (consulté le 3 mars 2025)

- Alexei Rudoy. Прошлогодний снег. - Climate, ice, water, landscapes